# 個人向け国債
個人向け国債（こじんむけこくさい）は、日本国債のうち、もっぱら個人が保有することを目的として発行されるものである。

## 商品概要
2020年（令和2年）時点では、個人向け国債には、変動10年・固定5年・固定3年の3種類があり、経済環境や金融政策によって実勢金利が下落した場合でも最低金利（年利）は0.05%が保証されている。

2021年現在、購入者の90%が50代以上で金融機関での対面販売が主流となっていたが、現在（2024年時点）はインターネットを通じた購入を取り扱っている証券会社・銀行が増えてきている。

## 変遷
初の個人向け国債は、2003年（平成15年）2月に募集が行われ、3月10日に発行された。変動10年のみであった。以降、3月募集・4月発行、6月募集・7月発行、9月募集・10月発行、12月募集・翌年1月発行というスケジュールで、年4回、発行された。
2005年（平成17年）
- 固定金利型の個人向け国債が登場した。同年12月、固定5年の第1回の募集が行われ、翌年1月15日に発行された。変動10年と同様、年4回の発行であった。変動10年の中途換金は、発行1年後から可能であるのに対し、当初、固定5年の中途換金は、発行2年後まで原則、不可であった。

2010年（平成22年）
- 固定金利型に満期3年のタイプが追加された。固定3年の第1回は、同年6月に募集され、7月15日に発行された。固定3年は、当初から、毎月募集（翌月発行）であった。

- 7月発行の第35回以降、変動10年は、購入者にとって有利な新たな金利設定方法[要追加記述]で発行されるようになった。

2012年（平成24年）
- 通常の個人向け国債の募集と同時に、個人向け復興応援国債が募集された。これは、変動金利型の10年債で、発行から3年間、利率を0.05%に据え置く代わりに、3年経過時の保有者に東日本大震災復興事業記念貨幣を贈呈するものであった。贈呈割合は、額面金額1千万円につき、一万円金貨1枚、額面金額1千万円未満の部分については、額面金額100万円につき、千円金貨1枚であった。

- 4月以降、固定5年の中途換金が、変動10年・固定3年と同じく、発行1年後から可能になった。

2014年（平成26年）
- 1月以降、変動10年、固定5年も、固定3年と同じく、毎月募集されるようになった。